# Blini
Un blini és una mena de crep gruixuda d'origen rus fet a base de farina, ous, llet i llevat, que es pot menjar cuit al forn o fregit. Es menja sol o bé amb algun acompanyament, especialment algun peix fumat com el salmó, l'esturió, la truita, etc. i nata àcida. Té una consistència esponjosa, més gruixuda que la crep, i de mida més petita.
El terme procedeix del rus блины́ (bliní), que és el plural de блин (blin). En aquest cas, el plural en rus ha passat a un substantiu masculí en català, que fa el seu propi plural: blinis.